# Subconscious Dissolution into the Continuum
Subconscious Dissolution into the Continuum (englisch Unterbewusstes Aufgehen im Kontinuum) ist ein Album der britischen Funeral-Doom-Band Esoteric.

## Geschichte
Im Anschluss an die Veröffentlichung von Metamorphogenesis verstärkten sich die Besetzungsprobleme der Gruppe. Auch der bisherige Bassist Bryan Beck verließ Esoteric, vorerst ersatzlos. Zur Aufnahme von Subconscious Dissolution into the Continuum agierte die Band daher als Trio, bestehend aus dem Gitarristen Steve Peters, der zur Aufnahme auch Teile des Bassspiels übernahm, und den beiden Urmitgliedern Greg Chandler und Gordon Bicknell. Chandler hatte bereits 1997 damit begonnen, als Tontechniker zu arbeiten, und die Aufnahme von Metamorphogenesis technisch begleitet. Das Vorgehen behielt die Band zur Aufnahme von Subconscious Dissolution into the Continuum bei. Dabei wurde das 2004 über Season of Mist veröffentlichte Album in den Priory Recording Studios eingespielt, deren Inhaber Chandler 2006 wurde. Auch die Kooperation mit dem neuen Label Season of Mist hatte nachkommend über Jahre Bestand. Die Band trat erstmals seit 1997 live in Erscheinung.

## Albuminformationen
Subconscious Dissolution into the Continuum ist, sofern Metamorphogenesis als EP gerechnet wird, das dritte Studioalbum der Band. In der später regulären Rechnung, die Metamorphogenesis als Album rechnet, ist Subconscious Dissolution into the Continuum daher das vierte Album der Band.

### Umfang und Gestaltung
Das 2004 erstmals veröffentlichte Album enthält vier separate Stücke, die auf einer CD oder zwei LPs eine Gesamtspielzeit von 50:50 Minuten haben. Das Doppel-Vinyl-Album wurde auf 350 Exemplare limitiert und nummeriert. Jedes Stück nimmt je eine Seite des Doppel-Vinyl-Albums ein.
Die reduziert gewählte Gestaltung übernahm, wie zu der vorherigen Veröffentlichung Metamorphogenesis, der Bruder des Gitarristen Steve Peters, Chris Peters.
Zugleich zeigte Subconscious Dissolution into the Continuum erstmals den Namensschriftzug, den die Gruppe auf den Veröffentlichungen der nächsten Jahren fortführte. Es war das erste Bandlogo, das von der Band auf mehr als einer Veröffentlichung erschien.

### Titelliste
1. Morphia: 15:54 (Text und Musik: Steve Peters und Greg Chandler)
2. The Blood of the Eyes: 12:36 (Text und Musik: Gordon Bicknell und Greg Chandler)
3. Grey Day: 17:03 (Text und Musik: Greg Chandler)
4. Arcane Dissolution: 5:17 (Text und Musik: Gordon Bicknell und Greg Chandler)

### Stil
Die Band führte auf Subconscious Dissolution into the Continuum ihren Stil fort, wandte sich allerdings einer höheren Präzision und klareren Produktion zu. So präsentiere das Album „alle klassischen Merkmale, jedoch mit einem erhöhten Maß an Subtilität und Raffinesse.“ Die Musik kombiniert weiterhin Death und Doom Metal mit der für den Funeral Doom üblichen Langsamkeit. Damit sei die Musik beständig im Funeral Doom verhangen und entspreche der bisherigen Diskografie der Gruppe sowie ähnlicher Interpreten. Dabei sei ein Keyboard zu vernehmen, das „ein schön düsteres Flair verbreitet“, dazu werden „ein Gitarrensound, der an ganz frühe PARADISE LOST erinnert und ein MORTICIAN - ähnliches Grunzgegurgel […] in einem Tempo dargeboten, das selbst die treuesten SAINT VITUS - Anhänger wie Speed Metaller dastehen lässt.“ Laut Holger Andrae von Powermetal.de sorgten die drei Gitarren „für den nötigen Druck, während das Schlagzeug unaufhörlich und ohne Gnade für zerstörerisch-langsame Rhythmik sorgt.“

## Wahrnehmung
Mit Subconscious Dissolution into the Continuum stieg die internationale Beachtung Esoterics merklich an. Kostas Panagiotou lobte das Album für Doom-Metal.com als beste Veröffentlichung des Jahres 2004, „sofern keine Wunder geschehen“ würden. Steward Mason von AllMusic schrieb dem Album eine „zeitlose Qualität“ zu.
Weitere Rezensenten werteten Subconscious Dissolution into the Continuum als „Pflichtkauf“ oder deutliche Empfehlung für jene mit Affinität zum Genre. Dabei „verlangen […] die vier neuen Kompositionen höchste Aufmerksamkeit und eignen sich kaum für den berieselnden Konsum im Hintergrund.“ Davon ausgehend sowie vom Genre und den Charakteristika der Band wurde das Album als polarisierend zwischen Fangemeinschaft und Außenstehenden beschrieben. Sich auf die Musik einlassend sei Subconscious Dissolution into the Continuum jedoch „ein wunderschönes Album“, das mit mehrmaligen Hören „nicht langweilig wird, sondern mit jedem anhören wächst“, sowie eine Veröffentlichung, die „Klasse und Mut in einem Genre, in dem Überzeugungsarbeit nicht jedermanns Sache ist“, repräsentiere.